# Belägringen av Nicaea
Belägringen av Nicaea ägde rum från 14 maj till 19 juni 1097 när korsfarare från första korståget återerövrade Nicaea från seldjukturkarna, som hade erövrat staden från Bysantinska riket år 1081 och upprättat sultanatet Rum. Den kristna styrkan leddes av Bohemund av Taranto, Raimond av Toulouse och Gottfrid av Bouillon och understöddes av bysantinska trupper ledda av Manuel Boutoumites och Tatikios. Sammanlagt bestod angriparnas styrka av 4200–4500 kavallerister och omkring 30 000 infanterister.
Turkarna angrep tidigt Raimond av Toulouses trupper vid den södra stadsmuren i ett försök att slå ut dem innan de hunnit upprätta sina ställningar, men Raimond höll emot till dess att Gottfrid av Bouillon och Robert II av Flandern kom till undsättning österifrån och angrep turkarnas flank. Striderna ägde rum i ett landskap med begränsat manöverutrymme och det turkiska rytteriet besegrades.
För att sänka de kvarvarande turkarnas stridsmoral högg korsfararna huvudena av de besegrade och slungade dessa över stadsmurarna. Innan turkiska förstärkningar hann anlända fick korsfararna förstärkning i form av flera fartyg skickade av kejsar Alexios, och turkarna tvingades återlämna staden till Bysantinska riket.